# 新都大道
新都大道是中華人民共和國四川省成都市新都區一條東西走向道路以及城市一级通道，途徑西南石油大學和成都醫學院。道路西起蜀龍大道，東至繞城大道，全长3.44公里，于2001年3月25日动工兴建，同年12月30日建成通车。